# Silnice II/200
Silnice II/200 je spojkou mezi dálnicí D5 u Boru a silnicemi druhé třídy II/605, II/195, II/197 a v Horšovském Týnu se silnicí I/26 prostřednictvím silnice II/193.
Začíná v Boru (u průmyslové zóny CTP Bor) u výjezdu č. 128 z dálnice D5. Vede jižním směrem do města Bor. Zde se na ni napojuje silnice II/605 a II/195.
Dále pak směřuje přes řadu malých obcí až do Horšovského Týnu. Zde končí napojením na silnici II/197 a silnici II/193.
Silnice II/200 prochází postupně celkem 10 obcemi. Dvakrát přetíná železniční Trať 184. Na trase se nachází jediná čerpací stanice v Boru na Plzeňské ulici.
Celková délka trasy je zhruba 30 km.

## Popis trasy
| Vzdál. v km | Místo          | Popis trasy                                                    | Nadm.výška |
| ----------- | -------------- | -------------------------------------------------------------- | ---------- |
| 0           | Bor            | dálnice D5 - výjezd č. 128                                     | 490        |
| 1,6         | Čečkovice      | průjezd obcí                                                   | 475        |
| 2,8         | Bor            | přejezd přes železnični Trať 184                               | 473        |
| 4,1         | Bor            | zprava se napojuje silnice II/605 vedoucí z obce Přimda        | 472        |
| 4,3         |                | vpravo odbočuje II/195 – do obce Stráž                         | 473        |
| 4,7         | Bor            | přejezd přes železniční Trať 184                               | 471        |
| 5,5         |                | II/200 se stáčí vpravo, přímo pokračuje II/605 do obce Skviřín | 469        |
| 6,2         |                | vlevo odbočka na III/2003 směr obce Kosov a Borovany           | 481        |
| 8,3         | Boječnice      | průjezd obcí                                                   | 484        |
| 10,3        | Bonětice       | odbočka vpravo na III/1951 do obce Stráž                       | 448        |
| 10,7        |                | odbočka vlevo na III/2005 do obcí Bonětičky a Staré Sedlo      | 435        |
| 12,4        | Olešná         | most přes potok Olešná                                         | 465        |
| 13,4        |                | odbočka vlevo na III/2006 – do obce Racov                      | 500        |
| 14,1        |                | odbočka vpravo na III/1953 obcí do Strachovice a Bernartice    | 515        |
| 16,9        | Vidice         | odbočka vpravo III/1975 do obce Libosváry                      | 502        |
| 21,3        | Miřkov         | odbočka vpravo III/2008 do obce Chřebřany                      | 467        |
| 21,6        |                | odbočka vlevo III/19346 – do obce Křakov                       | 462        |
| 23,2        |                | odbočka ostře vlevo na III/2009 do obce Křakov                 | 443        |
| 24,6        | Horní Metelsko | odbočka vpravo III/1973 do obcí Hašov a Tasnovice              | 423        |
| 28,2        | Horšov         | odbočka vlevo na III/20010 do obcí Kocourov a Dolní Metelsko   | 388        |
| 30          | Horšovský Týn  | kruhový objezd – zprava se napojuje II/197                     | 375        |
| 30          | Horšovský Týn  | třetím výjezdem z kruháče na Náměstí Republiky                 | 375        |
| 30,5        | Horšovský Týn  | Náměstí Republiky – zde II/200 končí napojením na II/193       | 383        |